# Moucherolle enfumé
Myiotheretes fumigatus
Espèce
Synonymes
- Tyrannula fumigata

Statut de conservation UICN

 LC  : Préoccupation mineure
Statut de conservation UICN

 LC  : Préoccupation mineure
Le Moucherolle enfumé (Myiotheretes fumigatus), appelé également Moucherolle de Boissonneau, est une espèce de passereau placée dans la famille des Tyrannidae.

## Systématique
Il a été décrit en 1840 par Auguste Boissonneau sous le nom scientifique de Tyrannula fumigata.

## Sous-espèces
Cet oiseau est représenté par 4 sous-espèces :
- Myiotheretes fumigatus fumigatus : Andes de Colombie et du Nord de l'Équateur ;
- Myiotheretes fumigatus olivaceus (Phelps & Phelps, 1953) : serranía de Perijá (Colombie et frontière avec le Venezuela) ;
- Myiotheretes fumigatus lugubris (Berlepsch, 1883) : Andes de l'Ouest du Venezuela (États de Táchira, Trujillo et Mérida) ;
- Myiotheretes fumigatus cajamarcae (Chapman, 1927) : Andes du Sud de l'Équateur (Cañar) et du Pérou (au Sud de la région de Cuzco)[1],[2].